# Ярки (Каменский район)
Ярки — село в Каменском районе Воронежской области России.
Входит в состав Тхоревского сельского поселения

## Население
| 1859 | 1897 | 2010 |
| ---- | ---- | ---- |
| 402  | ↗538 | ↘164 |

## Улицы
В селе имеются две улицы: Дудчанская и Школьная.

## Известные уроженцы
- Богатырёв, Николай Фёдорович (1918—1993) — советский партийный деятель, Герой Социалистического Труда.